# 90il, saranghal sigan
90il, saranghal sigan (hangeul: 90일, 사랑할 시간, lett. Novanta giorni, il tempo dell'amore; titolo internazionale 90 Days, Time to Love) è una serie televisiva sudcoreana trasmessa su MBC dal 15 novembre 2006 al 4 gennaio 2007.

## Trama
Il professore universitario Hyun Ji-seok e la sceneggiatrice Go Mi-yeon, lasciatisi al liceo dopo aver scoperto di essere cugini, scoprono di essere ancora attratti l'uno dall'altra quando si ritrovano a Seul quattro anni dopo. Decidono di abbandonare tutto e di partire per l'America in modo da potersi sposare. Tuttavia, il padre di Ji-seok lo scopre e si suicida gettandosi sotto un camion, costringendo così il figlio a restare. Sapendo che il suo amore per Mi-yeon è stato la causa della morte del genitore, Ji-seok la abbandona e sposa invece Park Jeong-ran, figlia del rivale in affari di suo padre. Hanno una figlia, ma il loro matrimonio è privo d'amore, almeno da parte di lui. Mi-yeon, intanto, sposa un altro uomo, Kim Tae-hoon.
Nove anni dopo, quando Ji-seok scopre di avere una malattia terminale che gli lascia solo novanta giorni di vita, va a cercare Mi-yeon chiedendole di restare con lui fino alla fine.

## Personaggi
- Hyun Ji-seok, interpretato da Kang Ji-hwan
- Go Mi-yeon, interpretata da Kim Ha-neul
- Park Jeong-ran, interpretata da Jung Hye-young
- Kim Tae-hoon, interpretato da Yoon Hee-seok
- Park Deok-goo, interpretato da Kim Hyung-bum
- Kim Wal-sook, interpretata da Yoon Hyun-sook
- Boo Byung-chan, interpretato da Choi Sung-ho
- Padre di Mi-yeon, interpretato da Ha Jae-young
- Madre di Ji-seok, interpretata da Kim Hye-ok
- Padre di Ji-seok, interpretato da Lee Jae-yong
- Compagno di classe di Mi-yeon, interpretato da Lee Jang-woo